# Cerro Mactumatzá
El Mactumatzá o Cerro Mactumatzá (del zoque: Mactumatzá 'cerro de las once estrellas') es una elevación orográfica ubicada en el municipio de Tuxtla Gutiérrez, en el estado de Chiapas. Tiene una altura máxima de 1.160 m s. n. m., lo que lo convierte en el punto más alto de ese municipio. Está ubicado al sur poniente de la Ciudad de Tuxtla Gutiérrez (16°43′N 93°09′O). 
El nombre de esta montaña significa "Cerro de las once estrellas" en lengua zoque. Forma parte del complejo orográfico conocido como meseta de Copoya, en el centro de la Depresión de Chiapas, la cual se ve interrumpida por esta formación, conformando el límite orográfico sur del Valle de Tuchtlán. Es visible desde casi cualquier punto de la Ciudad de Tuxtla Gutiérrez y desde algunos puntos de los municipios que conforman su zona metropolitana.
Cerca de su cima se encuentran las poblaciones de Copoya y El Jobo y, en sus alrededores se localizan el pueblo de Terán, la Reserva Estatal Cerro Mactumatzá, el Centro Ecológico Recreativo "El Zapotal", el Museo Chiapas de Ciencia y Tecnología (MUCH) y, el zoológico Miguel Álvarez del Toro. Es posible ascender a la cima del cerro por un par de senderos que atraviesan selvas bajas, los cuales son muy ocupados para la práctica del ciclismo. 
En la cima del cerro hay una cruz de color blanca desde hace algunas décadas, la cual fue colocada por la creencia de algunos habitantes de que este cerro es en realidad un volcán de agua y que en cualquier momento podría hacer erupción; a aparte, por la creencia de que el cerro cada vez crecía más. Por otro lado, también se cree que es un lugar donde habitan seres del más allá, específicamente un lugar encantado donde habita El Sombrerón.
Con sus múltiples cuevas llenas de leyendas locales, este lugar por muchos años ha sido objetivo de excursiones.